# Salaman
Salaman ist der derzeitige Stammesführer der Morgan. Salaman lebt mit seinem Stamm auf der thailändischen Insel Ko Surin Tai, Teil des „Mu-Ko-Surin-Nationalparks“ (Thai: อุทยานแห่งชาติหมู่เกาะสุรินทร์ - Nationalpark des Ko Surin|Surin-Archipels) in der Provinz Phang Nga, Süd-Thailand.
Durch das umsichtige Verhalten Salamans überlebten die Morgan mit 180 Menschen das Erdbeben im Jahre 2004 im Indischen Ozean.